# Nikolaus Kehl
Nikolaus Kehl SJ (* 26. Dezember 1914 in Bütthard bei Würzburg; † 3. November 2005 in Innsbruck) war ein deutscher römisch-katholischer Theologe, Neutestamentler und Hochschullehrer.
Er lehrte als Professor für Neutestamentliche Bibelwissenschaft an der Universität Innsbruck.

## Leben
Noch während seiner Zeit am Gymnasium trat Kehl in die Gesellschaft Jesu ein. Er begann ein Philosophie-Studium am Berchmanskolleg in Pullach, vor dem Hintergrund der politischen Situation in Deutschland setzte er sein philosophisch-theologisches Studium in Kanada fort, es folgte ein bibelwissenschaftliches Studium in Rom. Von 1951 bis 1962 war Nikolaus Kehl am De Nobili-Kolleg in Pune (Indien) tätig. Anschließend kehrte er aus Gesundheitsgründen nach Europa zurück. Er promovierte 1966 in Innsbruck zum Dr. theol., seine Habilitation folgte 1968. Ab 1966 lehrte er seine Religions- und Bibelwissenschaften an der Theologischen Fakultät Innsbruck. Im Jahr 1970 wurde Nikolaus Kehl dort als Ordinarius für Neutestamentliche Bibelwissenschaft berufen, leitete das damalige Institut für Neutestamentliche Bibelwissenschaft bis zu seiner Emeritierung 1982.
In der Zeit nach dem Zweiten Vatikanischen Konzil, in der sich die Exegese und biblische Theologie neu ausrichteten, brachte Kehl seine Erfahrungen aus seiner Arbeit in Indien in die Arbeit der Fakultät und die Entwicklung des Faches ein.
In den Jahren 1972/73 und 1975–77 stand er der Theologischen Fakultät Innsbruck als Dekan vor.

## Bekannte Schüler
- Martin Hasitschka

## Schriften (in Auswahl)
- Der Christushymnus im Kolosserbrief. Eine motivgeschichtliche Untersuchung zu Kol. 1, 12–20 (= Stuttgarter biblische Monographien, Band 1, ZDB-ID 500759-8), Verlag Katholisches Bibelwerk, Stuttgart 1967.
- Review: Bemerkungen zu einer Neuausgabe von Hipplyts „Refutatio“ (Rezension zu Miroslav Marcovich (Hrsg.), Hippolytus, Refutatio omnium haeresium), in: ZkTh, Jahrgang 112, Heft 3, 1990, S. 304–314.